# Elmadağ (district)
Elmadağ is een Turks district in de provincie Ankara en telt 48.013 inwoners (2007). Het district heeft een oppervlakte van 568,1 km². Hoofdplaats is Elmadağ.
De bevolkingsontwikkeling van het district is weergegeven in onderstaande tabel.
| 1997   | 2000   | 2007   |
| ------ | ------ | ------ |
| 39.235 | 43.374 | 48.013 |

Tevens is hier ook mede-oprichter van de JITEM, Ahmet Cem Ersever vermoord.